# ريتشارد هاريسون (شاعر)
ريتشارد هاريسون هو شاعر كندي، ولد في 1957.